# Nettop

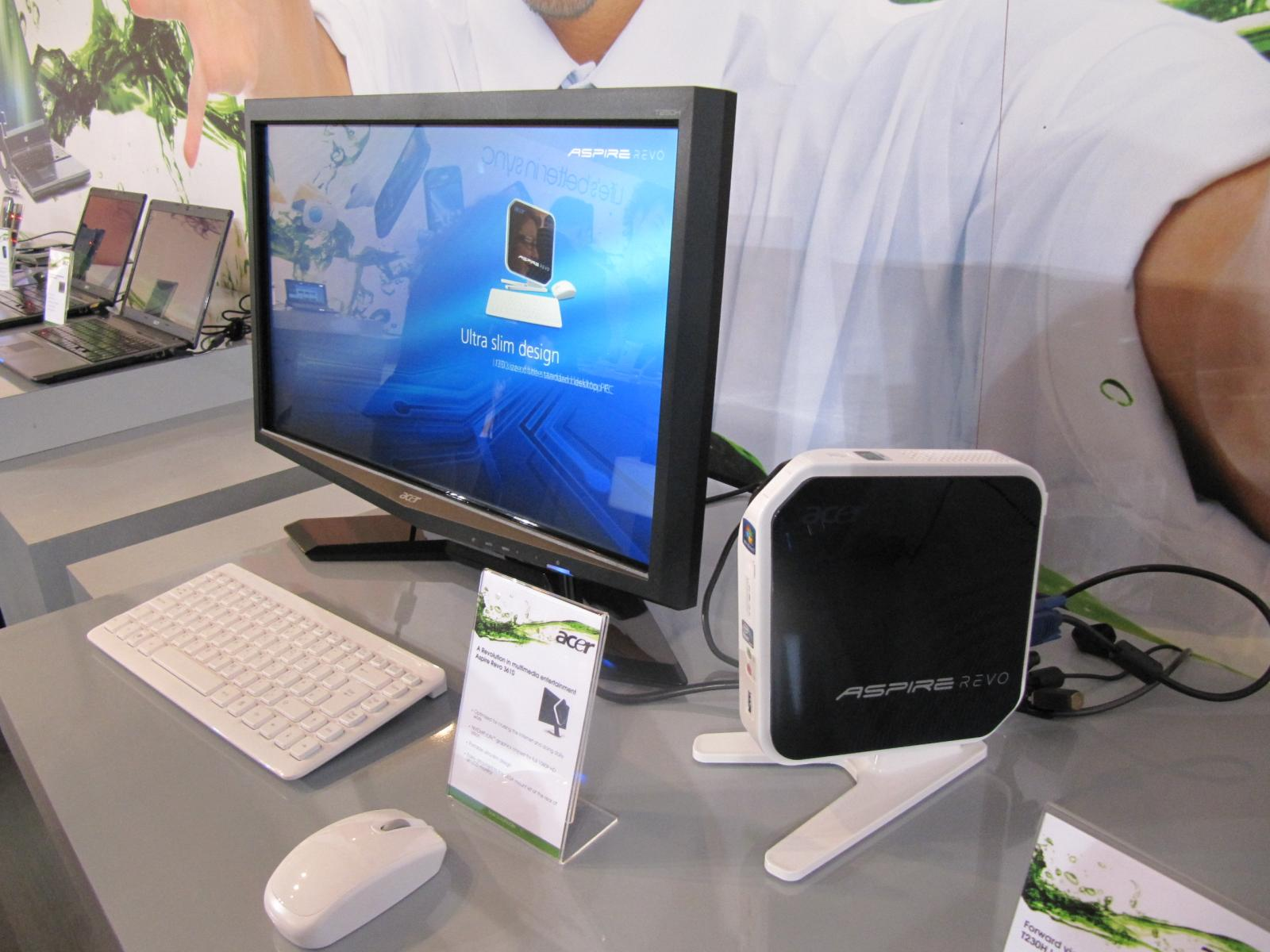
Un nettop computer

Un nettop (spesso anche nettop PC o mini PC) è una tipologia di desktop personal computer progettata per esigenze informatiche di base, commercializzati verso la fine degli anni 2000.
Il termine è un prestito della lingua inglese, nato come portmanteau delle parole "network" (in italiano "rete", quindi un riferimento alla rete di computer Internet) e "desktop" (un riferimento al desktop personal computer).

## Caratteristiche

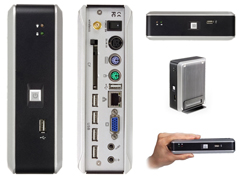
Alcune viste dell'unità centrale di un nettop computer Zombu.

Paragonata a quella di un desktop computer tradizionale, l'unità centrale di un nettop computer è più piccola, più leggera, più economica e consuma meno energia. Spesso utilizza un sistema di dissipazione esente da ventole (detto fanless) e con un supporto esterno di energia elettrica.
Alcuni modelli di nettop computer non hanno un lettore di dischi ottici ed utilizzano un disco a stato solido anziché un disco rigido meccanico tradizionale. Dall'altro lato, le specifiche hardware sono di solito ridotte, e rendono questo tipo di prodotto meno appropriato per eseguire applicazioni complesse o con un uso intensivo di risorse.
Tendenzialmente, questa tipologia di computer è progettata per avere il case dell'unità centrale dallo stile compatto ed elegante, al fine di attirare clientela casual. Altri, al contrario, sono stati progettati per soddisfare una clientela "business" ed utenti più esperti di computer, rendendoli paragonabili ai NUC intel.

## I sistemi operativi
I sistemi operativi supportati dai Nettop sono solitamente tutti quelli con supporto all'architettura x86. La scelta per cui varia per esempio (oltre a quelli proprietari solitamente già presenti) alla quasi totalità di quelli di famiglia Linux, a persino Android.
L'installazione di un sistema operativo su un Nettop spesso deve avvenire tramite unità di avvio USB o da lettore CD esterno (questo in quanto sono solitamente sprovvisti di questi ultimi quasi per definizione del Nettop stesso).

## Modelli principali
La seguente lista identifica alcuni computer nettop.
| Produttore | Prodotto                   | Chipset | Processore              | Consumo energetico |
| ---------- | -------------------------- | ------- | ----------------------- | ------------------ |
| Aleutia    | Aleutia E3                 | CN700   | MSTI PDX-600 (x86)      | 9W                 |
| Aleutia    | Aleutia H1                 | ION     | Atom (x86)              | 25W-32W            |
| ASRock     | ION 330                    | ION     | Atom (x86)              | 65W                |
| CompuLab   | fit-PC                     |         | Geode (x86)             | 6W                 |
| CherryPal  | CherryPal                  | 5121e   | PowerPC                 | 6.9W               |
| Koolu      | Works Everywhere Appliance |         | Geode (x86)             |                    |
| Linutop    | Linutop 2                  |         | Geode (x86)             | 8W                 |
| FIC        | ION A603 mini PC           |         | Geode (x86)             |                    |
| ASUS       | Eee Box                    | 945GSE  | Atom (x86)              | 36W                |
| ASUS       | Eee Box EB1006             | 945GSE  | Atom (x86)              |                    |
| ASUS       | Eee Box EB1012             | ION     | Atom (x86)              |                    |
| ASUS       | Eee Box 202                | 945GSE  | Atom (x86)              |                    |
| ASUS       | Eee Box 204                | 945GSE  | Atom (x86)              |                    |
| ASUS       | Eee Box 206                | 945GSE  | Atom (x86)              | 16-21W             |
| Acer       | AspireRevo                 | ION     | Atom (x86)              | 21-29W             |
| Dell       | Studio Hybrid 140G         | GM965   | Core 2 Duo (x86) mobile |                    |
| ECS        | MD100/MD110                | 945GC   | Atom (x86)              | 65W                |
| Everex     | gPC mini                   | 945GM   | Core 2 Duo (x86) mobile | 25-33W             |
| Lenovo     | IdeaCentre Q100/Q110       | ION     | Atom (x86)              | 14-45W             |
| Zonbu      | Zonbu                      |         | Eden (x86)              | 10-15W             |
| MSI        | Wind Box                   | 945GC   | Atom (x86)              | 65W                |
| System76   | Meerkat                    |         | Atom (x86)              | 84W                |
| Lemote     | Fuloong 2F                 |         | Loongson (MIPS)         | 10W                |
| Abaco      | Dual                       |         | Atom (x86)              | 35-45W             |
| ViewSonic  | VOT120 PC Mini             | 945GSE  | Atom (x86)              | 30W                |
| SiComputer | Activa Zepto               | ION     | Atom Dual Core N330     | 18 Watt            |
| Zareason   | Ion Breeze 3770            | ION     | Atom (x86)              |                    |
| Garlach44  | Kildare                    | 945GC   | Atom x86                | 20/35 Watt         |